# ムーンライト松山
ムーンライト松山（ムーンライトまつやま）は、西日本旅客鉄道（JR西日本）・四国旅客鉄道（JR四国）が京都駅 - 松山駅間を東海道本線・山陽本線・宇野線・本四備讃線（瀬戸大橋線）・予讃線経由で運行していた臨時快速列車である。

## 概要
ムーンライト高知の松山発着版として1995年から主に青春18きっぷ使用可能期間や週末に運転していたが、使用車両の寿命を考慮して、晩年は最も多客な時期（ゴールデンウィーク、お盆など）とその前後数日のみの運転となり、2008年度の冬を最後に廃止された。

## 運行概況
京都駅 - 多度津駅（運転停車）間は「ムーンライト高知」と併結運転を行っていた。これは、同区間が臨時列車とはいえ夜間に運転されることから、貨物列車などに支障をきたさないよう考慮したためである。下りは有年駅で20分ほど運転停車し、貨物列車を待避していた。

### 停車駅
京都駅 - 新大阪駅 - 大阪駅 - 三ノ宮駅 - 神戸駅 - 明石駅 - 加古川駅 - 姫路駅 - 岡山駅 - 新居浜駅 - 伊予西条駅 - 今治駅 - 伊予北条駅 - 松山駅
- 「ムーンライト高知」との増解結のため多度津駅に運転停車していた。
- 1998年の高知豪雨で土讃線が長期不通になった際は、災害対応のため10月25日までの運転日に下り列車に限り多度津駅での客扱停車を行った[2]。

### 使用車両

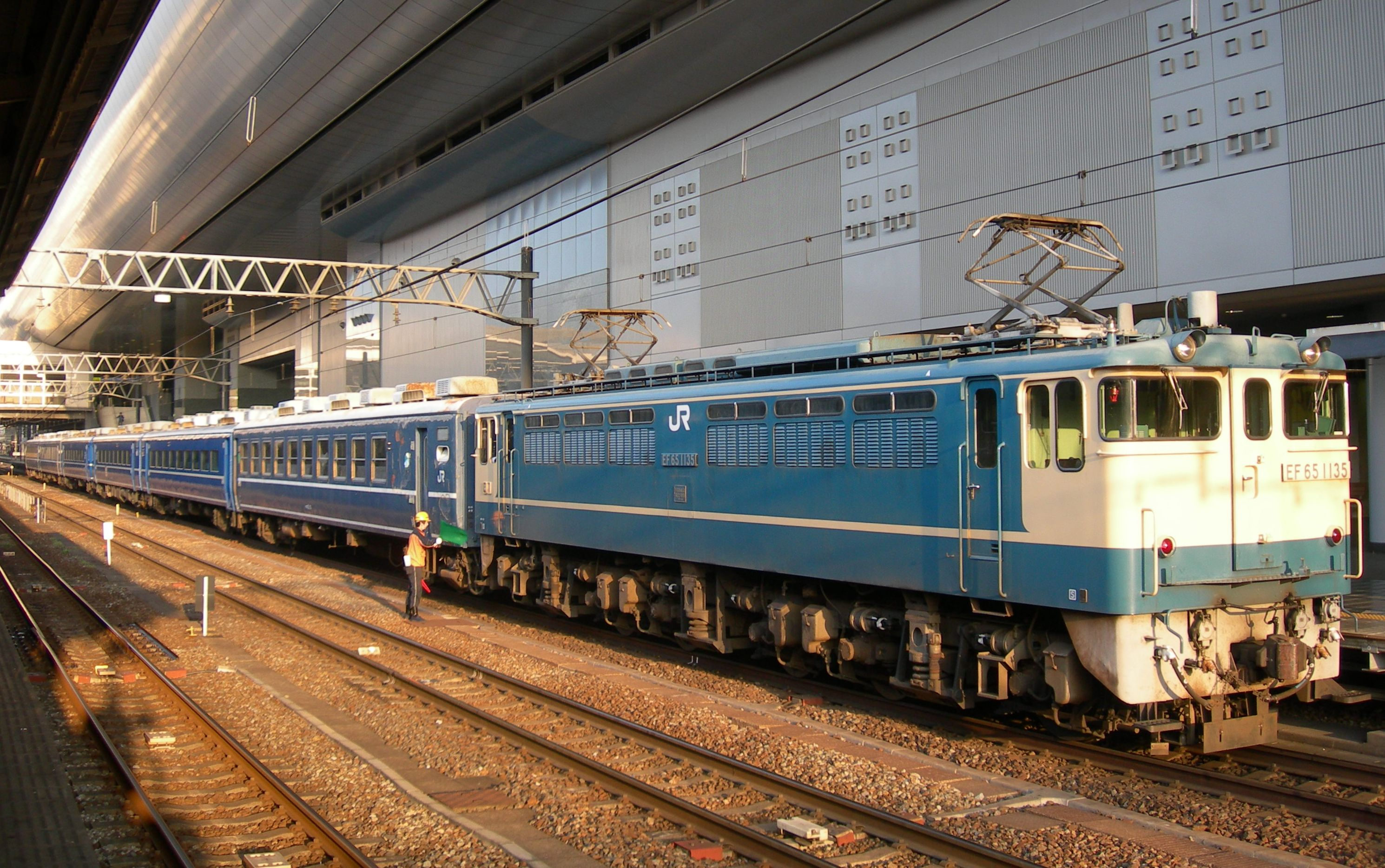
EF65形電気機関車（京都駅）

1両あるグリーン車指定席は禁煙車で、JR四国が団体用車両として改修した高知運転所に所属する12系客車の座席車を、普通車にはJR西日本の宮原総合運転所に所属する14系客車を使用していた。
2両の普通車は禁煙車1両と喫煙車1両で、14系客車本来の座席であるR51型簡易リクライニングシート搭載車や一般的なリクライニングシートに交換した車両を使用。過去には岡山電車区所属の12系客車も使用したことがある。
牽引機関車は、京都駅 - 岡山駅（岡山駅改良工事開始後は多度津駅）間がJR西日本の下関車両管理室（現在の下関総合車両所に相当）に所属するEF65形電気機関車、岡山駅または多度津駅 - 松山駅間がJR四国高知運転所配置のDE10形ディーゼル機関車である。なお、同区間は運行開始当時から電化されていたが、JR四国に電気機関車運転の特殊技能を有する職員がいなかったため、ディーゼル機関車で牽引された。
多度津駅での運転停車時に機関車交換と併結をおこなっている。
編成は2009年1月現在で上下列車とも京都方3両が松山編成で高知・松山方3両が高知編成であった。

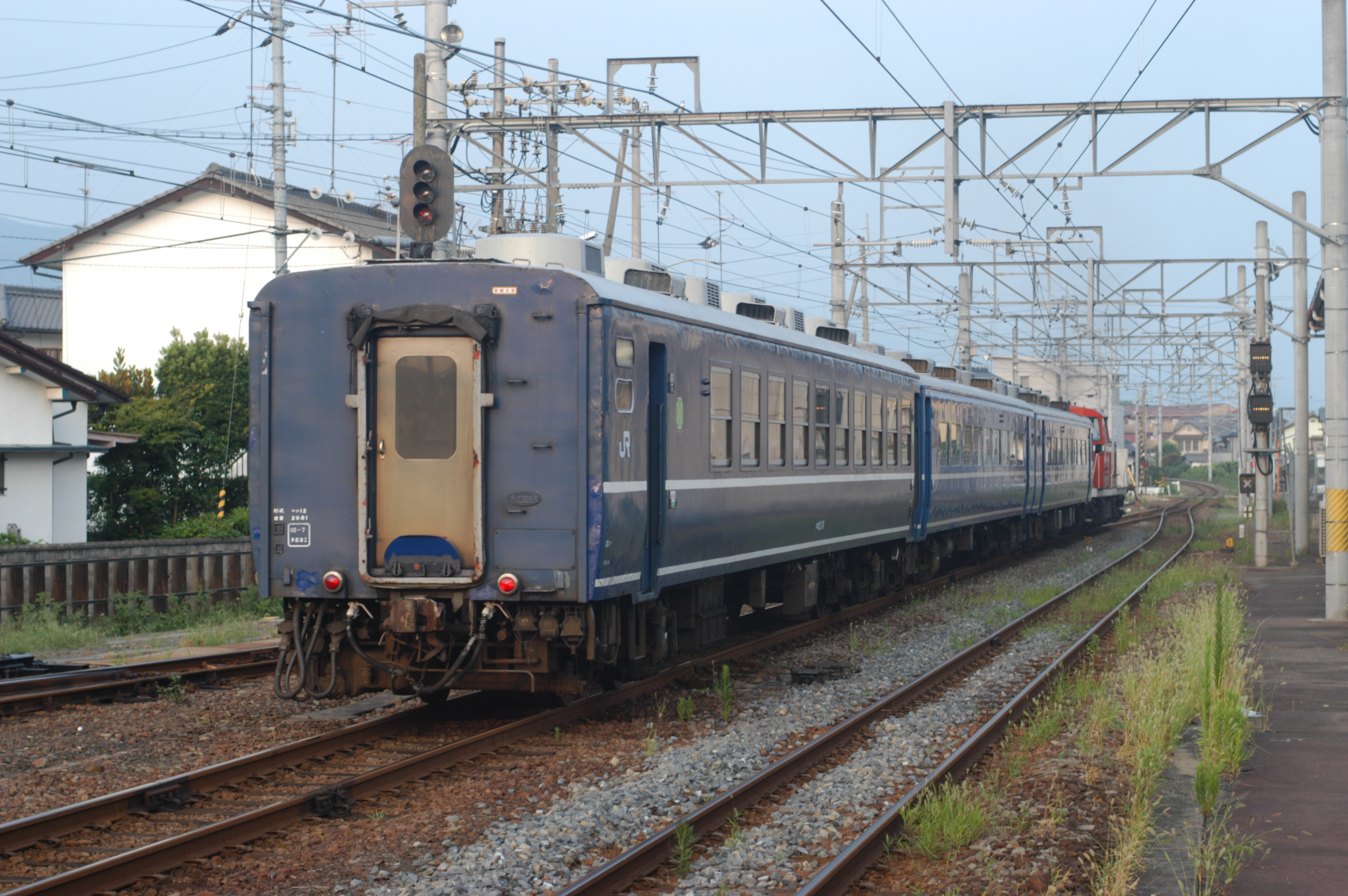
特徴的な最後尾。
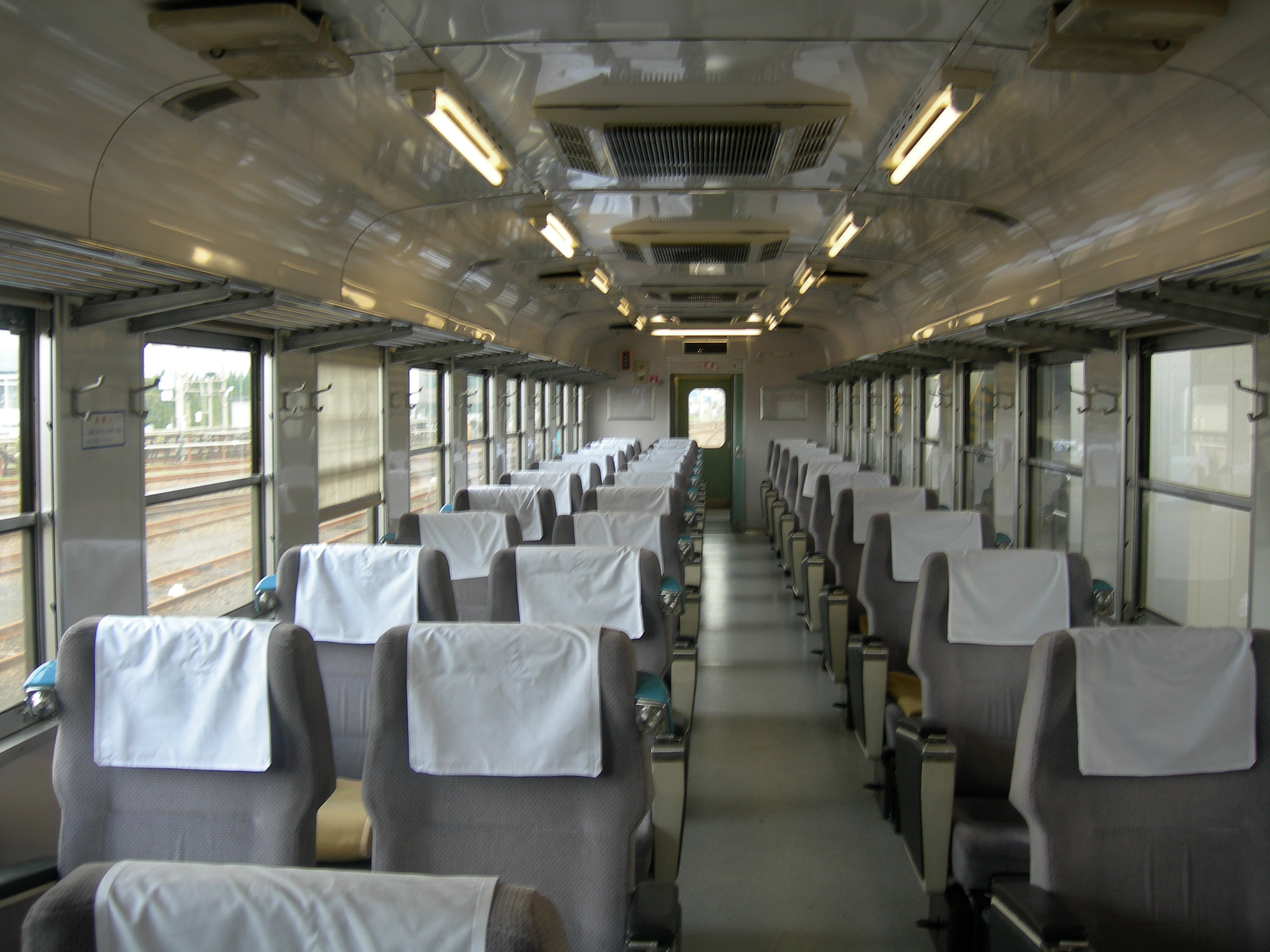
12系客車グリーン車内。
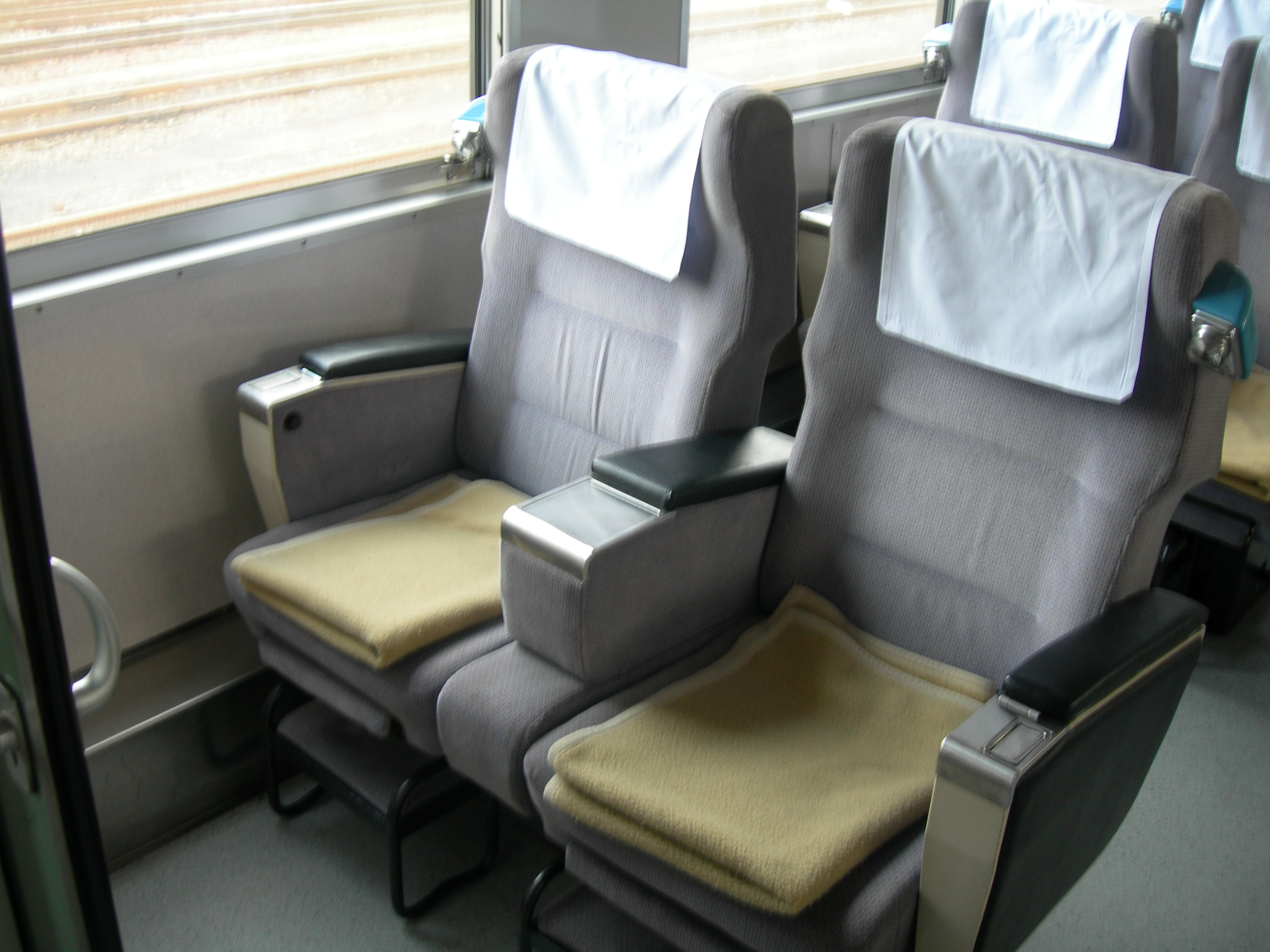
12系客車グリーン席。読書灯や足置き・毛布が用意されていた。
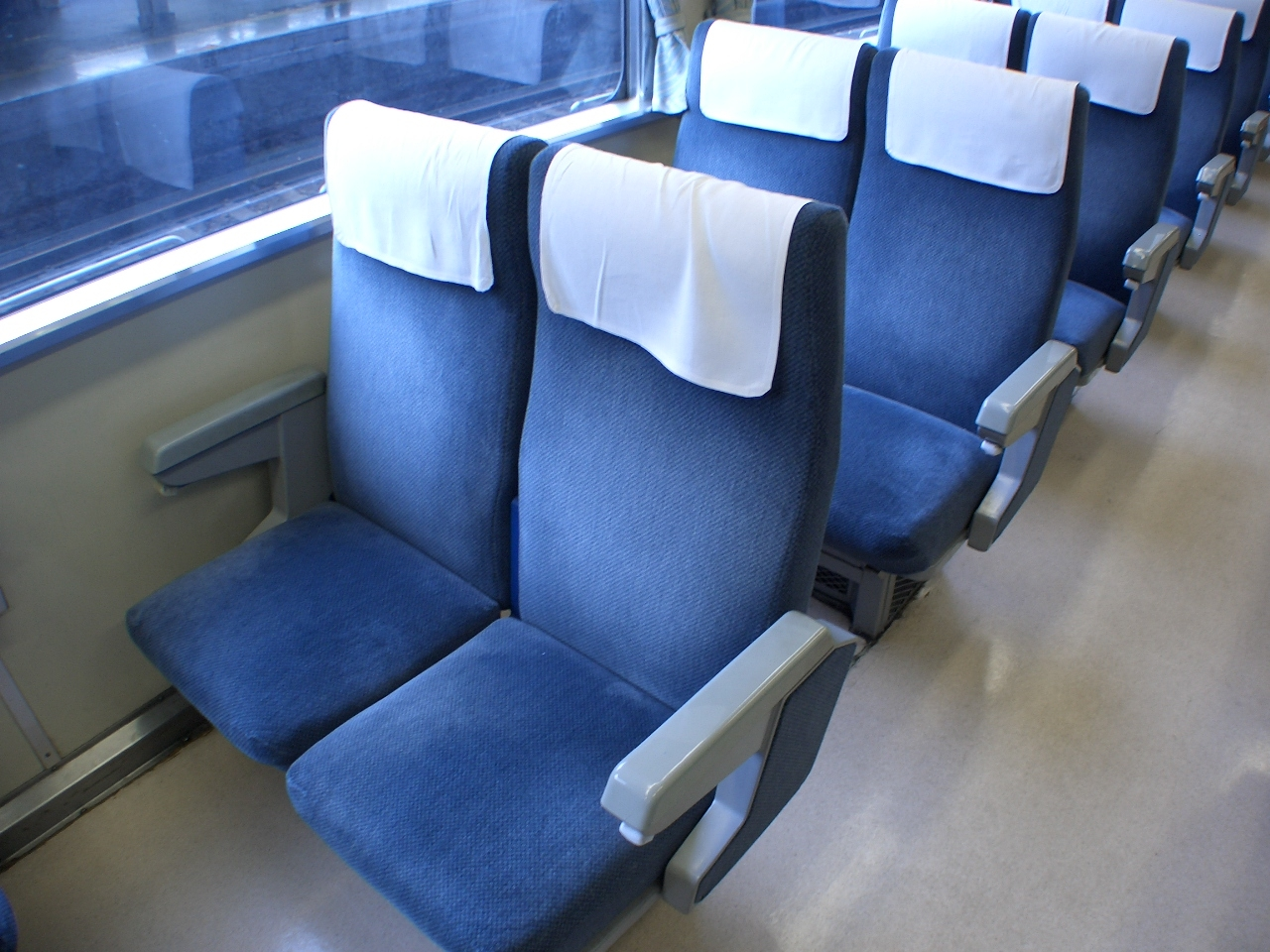
普通車の座席は主に簡易リクライニングシート。

## 沿革
- 1995年（平成7年）4月：運転開始。
- 2009年（平成21年）：ダイヤ改正により廃止。